# Bob Bain
Robert F. „Bob“ Bain (* 26. Januar 1924 in Chicago; † Juni 2018) war ein US-amerikanischer Studio- und Jazzmusiker (Gitarre, auch Bassgitarre, Banjo, Mandoline) und Arrangeur, der dem breiteren Publikum vor allem durch seine Mitwirkung in der Tonight Show bekannt wurde.

## Leben und Wirken
Bain kam in den 1930er-Jahren nach Los Angeles, wo er seine Schulausbildung beendete. Nach seinem Schulabschluss arbeitete er als professioneller Musiker, zunächst im Trio von Joe Wolverton, dem Mentor von Les Paul. Bain spielte 1943 bei Freddie Slack, mit dem erste Aufnahmen entstanden, 1944 in der Band von Tommy Dorsey, für den er auch arrangierte. Um 1946 wechselte er zu Bob Crosby, bevor er eine eigene Band gründete, San Fernando Playboys. In den Nachkriegsjahren arbeitete er mit André Previn, Peggy Lee, Nat King Cole („Unforgettable“), Sammy Davis junior, Billie Holiday („God Bless the Child“, 1950), Harry James, Herb Jeffries, Billy Eckstine und mit Frank Sinatra, an dessen Aufnahmen für Capitol Records er mitwirkte (I’ve Got You Under My Skin). 
Ab den späten 1950er-Jahren war Bain vorwiegend als Arrangeur und Sessionmusiker für RCA, Capitol und andere Label beschäftigt; so wirkte er u. a. bei Aufnahmen von Martin Denny, Mahalia Jackson, Matt Monro und Gene Vincent mit. Für Capitol spielte er auch eine Reihe von Instrumentalnummern auf Singles („Fender Bender“) und LPs unter eigenem Namen ein, stilistisch an populären Stilen des Pop und Rock&Roll orientiert. Mit seinem Blechbläserensemble (u. a. mit Al Porcino, Don Fagerquist, Manny Klein, Milt Bernhart, Pete Candoli, Ray Triscari, Vern Friley) begleitete er 1964 Junior Mance. 
1959 war er an Henry Mancinis Filmmusik zu Peter Gunn beteiligt. Zu hören ist er auch in den Soundtracks zu Fernsehserien wie Bonanza, Rauchende Colts, M*A*S*H, Kobra, übernehmen Sie und Detektiv Rockford – Anruf genügt. Er arbeitete u. a. auch bei Elmer Bernstein, Lalo Schifrin, Billy May, Shelly Manne und spielte 22 Jahre in Doc Severinsens Tonight Show Band. Bain trat bis in die 2010er-Jahre auf, zuletzt 2015 mit John Pisano. Im Bereich des Jazz war er zwischen 1943 und 2008 an 210 Aufnahmesessions beteiligt.

## Diskographische Hinweise
- Rockin’ Rollin’ Strollin’ (Capitol, 1958)
- Guitar De Amor (Capitol, 1960)
- Latin Love (Capitol, 1960)